# المطيوي الجنوبي
المطيوي الجنوبي مركز إداري سعودي تابع لمحافظة ضرية في منطقة القصيم، متوسطة الحجم سكانها ليسُ بالعدد القليل، تقع في الجنوب الغربي لمنطقة القصيم.

## التسمية
تعددت الروايات حول هذه التسمية ولعل من أقربها للحقيقة[بحاجة لمصدر] هي تلك الرواية الي تقول سمي المطيوي بهذا الاسم لكثرة الابار به في العهد القديم
والتي تشتهر بالطوي المحكم المتقن والطوي هو عبارة عن صخور توضع من أعلى البئر إلى آخرها لمنع انهيارها، وبالنسبة (للجنوبي)
فقد أتت هذه التسمية حديثاً وبالتحديد قبل حوالي أربعين عام حينما بدأ تقسيم المراكز الإدارية على قرى المنطقة بالاتجاهات
فأصبح الجنوبي لانه يقع في جنوب منطقة القصيم ولا زال معمولاً به حتى الآن.

## تاريخ المطيوي
استوطن ذوي شطيط المطيوي منذ عقود فقد استوطنوا فيها قبل توحيد المملكة، وبعد توحيد المملكة على يد المؤسس
الملك عبد العزيز تقدم الشيخ سالم بن مازن بن مزنان بطلب المطيوي من الملك عبد العزيز لتكون موطناًً له ولجماعته ذوي شطيط وبالتحديد بعد فتح مكة بعام واحد تقريباً، فتم تعيين الشيخ سالم أميراً للمطيوي منذ ذلك الحين وبعد وفاة الشيخ سالم في عام 1362 هأ
تم تعيين الشيخ بجاد بن سالم بن مزنان أميراً للمطيوي خلفاً لوالده، وفي عام 1394 هـ صدر المرسوم الملكي
بمنح المطيوي مركزاً إدارياً ويكون تابعاً لمنطقة القصيم، وفي عام 1407 هـ تقاعد الشيخ بجاد من رئاسة المركز
وتم تعيين نجله الشيخ نايف بن بجاد بن مزنان رئيساً لمركز المطيوي ولايزال على رأس العمل حتى الآن.ولايزال على راس العمل حتى الآن..

## العلم والتعلم
لقد كان حال أهل المطيوي كحال بقية أهل نجد من حيث العلم والتعليم فقد كان يسود الجهل في أوساط المجتمع حتى تولى الملك عبد العزيز الحكم
فقام بإرسال المشائخ والعلماء للقرى والهجر لتعليم أهلها شؤؤن دينهم وكان التعليم عن طريق المساجد فتم تعيين المشائخ كأئمة لجانب دورهم التعليمي
وكان من أوائل أولئك الائمة لمسجد المطيوي هو: الشيخ ذعار بن هاجد الحلفي المطيري
ثم جاء بعده الشيخ صالح بن محمد الغانم وهو رجل فاضل يدينون له جميع أهل المطيوي والقرى المجاورة لهم بالفضل بعد الله له في تعليمهم كثير من امور دينهم وسوف نتكلم عنه في مواضيع مقبلة بالتفاصيل انشالله، ومن بعده الشيخ غالب بن فليح الزاروط الشطيطي وهو من أهل المطيوي وكان حافظاً لكتاب الله وسنة رسوله وسوف نتحدث عنه بالتفاصيل في مواضيع مقبلة إنشالله.
وفي الوقت الحالي إمام المسجد هو الشيخ محمد بن بجاد بن مزنان.
وتم افتتاح أول مدرسة نظامية للبنين في المطيوي سنة 1385 هـ بعد ذلك تم افتتاح مدرسة البنات.

## الحدود والطبيعة الجغرافية للمطيوي الجنوبي
يقع المطيوي في منطقة القصيم وبالتحديد في المنطقة المتعارف عليها بالدرع العربي ويحدها من الشرق مركز ضرية
على بعد حوالي 5 كيلو متر تقريباً ومن الشمال الشرقي بلدة الرمثية وهي من قرى الرحامين من مطير وتبعد حوالي 8 كيلو من المطيوي
ومن الشمال مركز مسكة والصمعورية على بعد 10 كيلو تقريباً ومن جهة الشمال الغربي يحدها الركن الشمالي لجبال شعباء
ويعرف هذا الركن باسم جبل عيدان على بعد 15 كيلو تقريباً، وتحيط جبال شعباء بالمطيوي من الجهات التالية
من الشمال الغربي والغرب والجنوب الغربي وتبعد أقرب نقطة من جبال شعباء حوالي 9 كيلو عن المطيوي،
ومن جهة الجنوب بلدة الهواوية وهي من ديار ذوي شطيط وتبعد حوالي 6 كيلو عن المطيوي ومن وراءها جبال وسط
ومن جهة الجنوب الشرقي جبال عسعس على وتبعد 18 كيلو تقريباً.

## الطبيعة الجغرافية
تعتبر أرض المطيوي مثلها مثل باقي القرى المحيطة بها ليست مثالية للزراعة ولكنها جيدة نوعاً ما وبالنسبة للمياه فإن من المعروف بأن منطقة الدرع العربي
ككل تعاني من الشح في مصادر المياه ولكن هذا لا يمنع من انتشار الابار الارتوازية والتي تمول السكان بمياه الشرب والمياه التي تستخدم للزراعة، اما من حيث المراعي فتمتاز المطيوي بوجود العبال والجبال التي يفد إليها أهل الحلال من كل مكان في أيام الربيع.

## أهم المعالم الجبلية
تمتاز المطيوي بكثرة الهضاب والجبال على أراضيها ومن أهمها:
هضبة أم رقبة، هضبة سرحانة، هضاب البيضتين، هضبة أم مليس، هضبة العضيان، هضيب العوادة، هضبة قلب الجمل، جبال الزحيف، جبال وسط، جبال شعباء، هضاب الصقار.... وغيرها.

## أهم الزائرين في العهد الحديث
لقد زار المطيوي العديد والعديد من الشخصيات المهمة في بلدنا وعلى سبيل المثال لا الحصر صاحب السمو الملكي الأمير عبدالاله بن عبد العزيز مستشار خادم الحرمين الشريفين، صاحب السمو الملكي الأمير فيصل بن بندر بن عبد العزيز أمير منطقة القصيم، صاحب السمو الملكي الأمير عبدالعزيز بن ماجد بن عبد العزيز أمير منطقة المدينة المنورة.. وصاحب السمو الملكي الأمير فيصل بن مشعل أمير منطقة القصيم
وغيرهم الكثير من شيوخ القبائل ووجهاء المجتمع.